# Taenaris timesides
Taenaris timesides är en fjärilsart som beskrevs av Hans Fruhstorfer 1905. Taenaris timesides ingår i släktet Taenaris och familjen praktfjärilar. Inga underarter finns listade i Catalogue of Life.